# Grb Ukrajine
Grb Ukrajine je modri ščit z zlatim trizobom. Uradno imenovana kot emblem kraljeve države Vladimirja Velikega ali, pogovorno, trizub (ukrajinsko: Тризуб), insignija izvira iz pečata trizoba Volodimirja, prvega velikega kneza Kijeva.
Mali grb je bil uradno sprejet 19. februarja 1992, medtem ko obstajajo ustavne določbe za vzpostavitev velikega grba, ki še ni uradno sprejet. Mali grb so oblikovali Andrij Grečilo, Oleksij Kohan in Ivan Turecki. Pojavlja se na predsedniškem standardu Ukrajine. Modro obarvani trizobi veljajo za nepravilno zastopanost ukrajinskega heraldičnega društva. Večji grb, ki ni bil sprejet, sestavljata mali grb in grb Zaporoške gostiteljice (Ustava Ukrajine, 20. člen).
Trizob je bil mišljen kot nacionalni simbol šele leta 1917, ko je eden najvidnejših ukrajinskih zgodovinarjev, Mihajlo Gruševski, predlagal, da bi ga sprejeli kot nacionalni simbol (poleg drugih različic, vključno z arbalestom, lokom ali kozakom, ki nosi mušketo, torej podobe, ki so imele za Ukrajino velik zgodovinski in kulturni ter heraldični pomen). 25. februarja 1918 ga je Centralna rada (parlament) sprejela za grb kratkotrajne Ukrajinske ljudske republike.
V sovjetskem obdobju 1919–1991 in neodvisnosti med 1991 in 1992 so bili državni simboli skladni z Rusko SFSR in Sovjetsko zvezo – srp in kladivo nad vzhajajočim soncem.